# Mořic Gustav Swéerts-Špork
Mořic Gustav hrabě Swéerts-Špork (německy Moriz Gustav Graf von Sweerts-Spork, 12. května 1821, Lvov – 21. listopadu 1882, Kuks), byl česko-rakouský šlechtic z rodu Swéerts-Šporků, jehož byl hlavou. Sloužil jako voják císařské armády.

## Život
Mořic Gustav se narodil ve Lvově jako syn Josefa Swéerts-Šporka.
Sloužil v císařské armádě v hodnosti kadeta 30. pěšího pluku a nadporučíka zemské obrany. Byl vlastníkem rodového fideikomisu a hlavním správcem hraběcích šporkovských, resp. swéerts-šporkovských statků Choustníkovo Hradiště a fondu v Lysé nad Labem, podobně jako jeho příbuzný František Antonín (BLKÖ, Bd. XXXVI, S. 221).

## Manželství a rodina
Mořic Gustav se 29. května 1852 oženil s Celine Paulinou de Noblée (10. srpna 1832, Hamburk – 13. července 1914, Lázně Kynžvart). Z jejich manželství se narodil syn Gustav (nar. 10. dubna 1853) a dcera Leonie (nar. 5. srpna 1865).
Byl odměněn válečnou medailí a námořnickým křížem.